# Nova Ves (Srbac)
Nova Ves (szerbül: Нова Вес), település Bosznia-Hercegovinában, Srbac községben, Bosanska krajina területén, a Szerb Köztársaságban. 

## Fekvése
Bosznia-Hercegovina északi részén, Banja Lukától légvonalban 55, közúton 70 km-re északkeletre, községközpontjától légvonalban 18, közúton 22 km-re keletre, a Motajica-hegység északi nyúlványain és a Száva déli partján, a Srbac-Derventa főút mentén, 90-210 méteres tengerszint feletti magasságban található. 

## Népessége
| Nemzetiségi csoport | Népesség 1991 | Népesség 2013 |
| ------------------- | ------------- | ------------- |
| Szerb               | 285           | 227           |
| Bosnyák             | 0             | 0             |
| Horvát              | 0             | 3             |
| Jugoszláv           | 47            | 0             |
| Egyéb               | 45            | 25            |
| Összesen            | 377           | 256           |

## Története
A térség 1878-ig tartozott az Oszmán Birodalomhoz, ekkor a berlini kongresszus határozata alapján az Osztrák-Magyar Monarchia része lett. A település az osztrák-magyar uralom idején, 1894-ben jött létre, amikor a monarchia cseh és morva régióiból cseh telepesek érkeztek ide. A Srbachoz tartozó lakatlan területen megalapították Novo Selo települést, ami fordításban „új falut” jelent. Mára már csak tizenöt leszármazottjuk maradt a faluban, akik nyolc háztartásban élnek. A monarchia szétesésével 1918-ban előbb a Szerb-Horvát-Szlovén Királyság, majd 1929-től a Jugoszláv Királyság része. Az 1929-es törvény értelmében, amikor Bosznia-Hercegovinát négy banovinára, Drinskára, Vrbaskára, Zetskára és Primorskára osztották, a település a Vrbaska banovina része lett, amelynek székhelye Banja Luka volt Jugoszlávia megszállása után a Független Horvát Állam (NDH) része lett. A második világháború után a település a szocialista Jugoszláviához tartozott. A daytoni békeszerződést követő területfelosztásnál a település Srbac község részeként a Szerb Köztársaság területéhez került. A csehek, bár mára kisebbségbe kerültek, nagy nyomot hagytak a településen, mely (Prijedor mellett) azon kevés helyi közösségek egyike, ahol saját templomuk és közösségi házuk van. Közülük mára többnyire csak idős házaspárok maradtak.

## Kultúra
A csehek hagyományaikat, kultúrájukat, nyelvüket hűségesen őrzik, évente legalább egyszer összejövetelt tartanak, ahol eléneklik dalaikat. A területről származó csehek éves összejövetelének hagyományát Slavonski Brodban is őrzik, ahol e nemzeti kisebbség mintegy 200 tagja él, ebből 80 a „Češka besjeda” kulturális egyesület tagja.

## Sport
A Nova Ves a „Crvena Zemlja” labdarúgóklub székhelye, amely jelenleg a Boszniai Szerb Köztársaság első ligájában szerepel.

## Nevezetességei
- A Kisboldogasszony tiszteletére szentelt római katolikus temploma 1938-ban épült.[4]